# Lac de Gérardmer
Der Lac de Gérardmer ist ein kalter klarer Gebirgssee auf der westlichen Seite der Vogesen im Département Vosges. Er ist der größte natürliche See in den Vogesen. Am Ostufer des Sees liegt die Stadt Gérardmer, nach der der See benannt ist. Sein Abfluss erfolgt über einen kurzen Wasserlauf namens Jamagne in die Vologne, einen Nebenfluss der Mosel. Im See finden sich einige seltene Fisch- und Pflanzenarten wie beispielsweise die Quappe oder Brachsenkräuter.
Nördlich des Sees verläuft die Départementsstraße D 417, die nach Remiremont führt, im Süden verläuft die D 69.

## Entstehung
Zur Zeit der Würmeiszeit (80 000 bis 10 000 vor heute) entstanden durch die Vergletscherung der Vogesen westlich des Gebirgshauptkamms die drei Seen
- Lac de Gérardmer, der durch eine Endmoräne aufgestaut wurde
- Lac de Longemer, der das ehemalige Becken eines Gletschers füllt
- Lac de Retournemer, ein durch Gletscher entstandener Karsee

## Freizeit und Tourismus
Der See wird als Badesee genutzt; von Juni bis September gibt es an den Badestränden eine Aufsicht. Auch für Segeln und Windsurfen bietet der See gute Voraussetzungen. Von April bis Oktober werden Seerundfahrten mit Ausflugsschiffen angeboten. Bootsverleihe bieten Tret- und Ruderboote sowie Elektroboote an, um über den See zu fahren.
Rund um den See führt ein Rundwanderweg von über 6 km Länge. Am See gibt es mehrere Badestellen, Campingplätze und Hotels. Am Seeufer von Gérardmer spielt sich viel kulturelles Leben der Stadt ab: hier ist ein Kino, der Stadtpark, das Schwimmbad und vieles mehr.
Im Hochsommer wird auf dem See ein Fest mit Feuerwerk gefeiert, auf dem viele Drahtskulpturen mit Blumen geschmückt werden.
Am französischen Nationalfeiertag findet traditionell um 22:30 Uhr ein Feuerwerk am Seeufer statt.

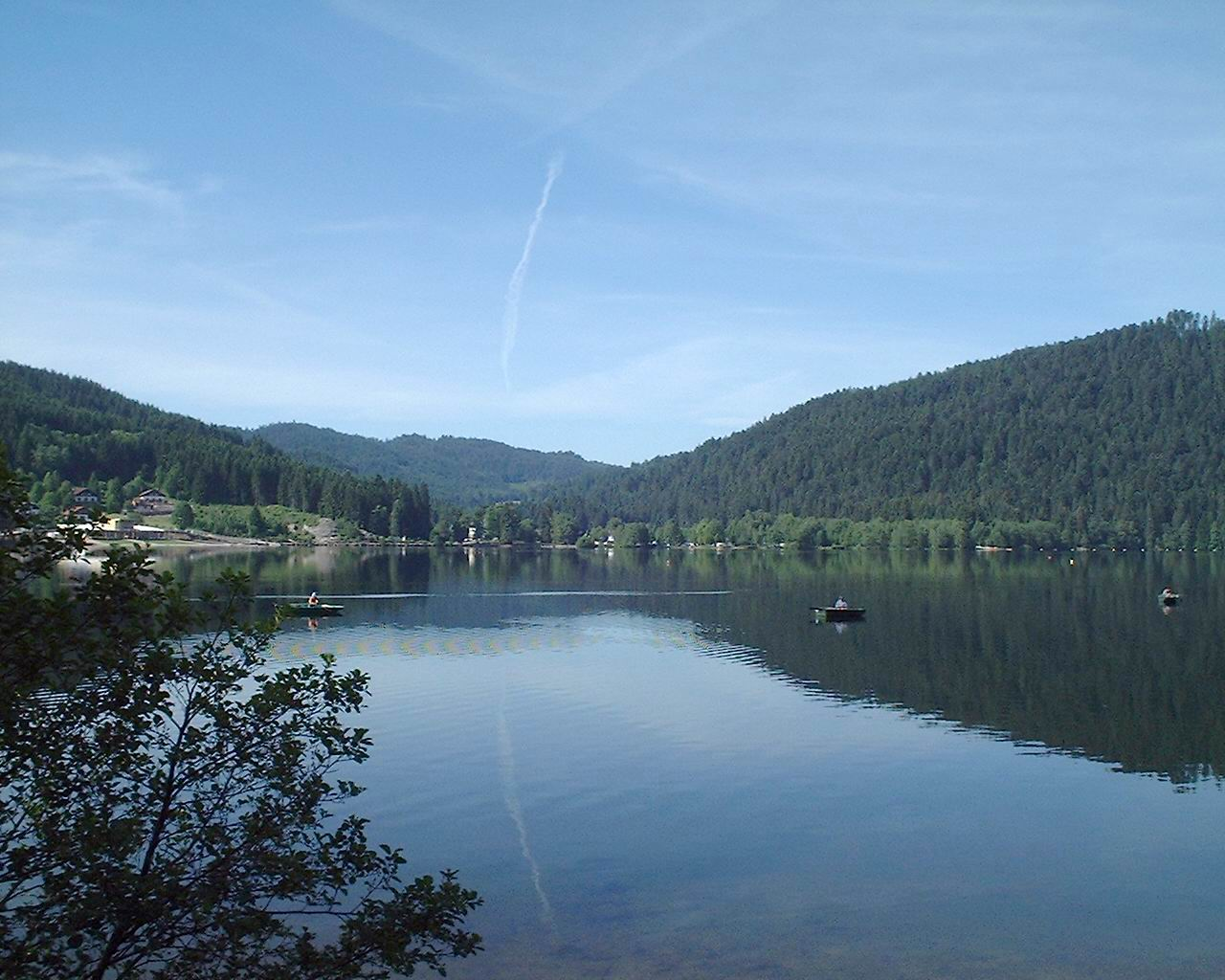
Blick über den Lac de Gérardmer